# Llista d'ocells de Mali
Aquesta llista d'ocells de Mali inclou totes les espècies d'ocells trobats a Mali: 609, de les quals només 1 n'és un endemisme i 6 estan globalment amenaçades d'extinció.
Els ocells s'ordenen per ordre i família.

## Struthioniformes

### Struthionidae
- Struthio camelus

## Podicipediformes

### Podicipedidae
- Tachybaptus ruficollis
- Podiceps cristatus

## Pelecaniformes

### Pelecanidae
- Pelecanus onocrotalus
- Pelecanus rufescens

### Phalacrocoracidae
- Phalacrocorax africanus

### Anhingidae
- Anhinga melanogaster

## Ciconiiformes

### Ardeidae
- Ardea cinerea
- Ardea melanocephala
- Ardea goliath
- Ardea purpurea
- Ardea alba
- Egretta ardesiaca
- Egretta intermedia
- Egretta garzetta
- Egretta gularis
- Ardeola ralloides
- Ardeola rufiventris
- Bubulcus ibis
- Butorides striata
- Nycticorax nycticorax
- Gorsachius leuconotus
- Ixobrychus minutus
- Ixobrychus sturmii
- Botaurus stellaris

### Scopidae
- Scopus umbretta

### Ciconiidae
- Mycteria ibis
- Anastomus lamelligerus
- Ciconia nigra
- Ciconia abdimii
- Ciconia episcopus
- Ciconia ciconia
- Ephippiorhynchus senegalensis
- Leptoptilos crumeniferus

### Balaenicipitidae
- Balaeniceps rex

### Threskiornithidae
- Threskiornis aethiopicus
- Geronticus eremita
- Bostrychia hagedash
- Plegadis falcinellus
- Platalea leucorodia
- Platalea alba

## Anseriformes

### Anatidae
- Dendrocygna bicolor
- Dendrocygna viduata
- Thalassornis leuconotus
- Anser fabalis
- Alopochen aegyptiaca
- Tadorna tadorna
- Plectropterus gambensis
- Sarkidiornis melanotos
- Nettapus auritus
- Anas penelope
- Anas strepera
- Anas crecca
- Anas platyrhynchos
- Anas undulata
- Anas acuta
- Anas erythrorhyncha
- Anas hottentota
- Anas querquedula
- Anas clypeata
- Marmaronetta angustirostris
- Aythya ferina
- Aythya nyroca
- Aythya fuligula

## Falconiformes

### Pandionidae
- Pandion haliaetus

### Accipitridae
- Aviceda cuculoides
- Pernis apivorus
- Macheiramphus alcinus
- Elanus caeruleus
- Chelictinia riocourii
- Milvus migrans
- Haliaeetus vocifer
- Gypohierax angolensis
- Necrosyrtes monachus
- Neophron percnopterus
- Gyps africanus
- Gyps rueppellii
- Gyps fulvus
- Torgos tracheliotus
- Trigonoceps occipitalis
- Circaetus beaudouini
- Circaetus cinereus
- Circaetus cinerascens
- Terathopius ecaudatus
- Circus aeruginosus
- Circus macrourus
- Circus pygargus
- Polyboroides typus
- Kaupifalco monogrammicus
- Melierax metabates
- Micronisus gabar
- Accipiter badius
- Accipiter ovampensis
- Accipiter nisus
- Butastur rufipennis
- Buteo buteo
- Buteo rufinus
- Buteo auguralis
- Aquila pomarina
- Aquila rapax
- Aquila nipalensis
- Aquila wahlbergi
- Aquila chrysaetos
- Aquila verreauxii
- Aquila spilogaster
- Aquila pennata
- Aquila ayresii
- Polemaetus bellicosus
- Lophaetus occipitalis

### Sagittariidae
- Sagittarius serpentarius

### Falconidae
- Falco naumanni
- Falco tinnunculus
- Falco alopex
- Falco ardosiaceus
- Falco chicquera
- Falco vespertinus
- Falco subbuteo
- Falco cuvierii
- Falco biarmicus
- Falco pelegrinoides
- Falco peregrinus

## Galliformes

### Phasianidae
- Francolinus coqui
- Francolinus albogularis
- Francolinus bicalcaratus
- Francolinus clappertoni
- Coturnix delegorguei
- Coturnix adansonii
- Ptilopachus petrosus

### Numididae
- Numida meleagris

## Gruiformes

### Turnicidae
- Turnix sylvaticus
- Turnix hottentottus
- Ortyxelos meiffrenii

### Gruidae
- Balearica pavonina

### Rallidae
- Sarothrura boehmi
- Crecopsis egregia
- Crex crex
- Amaurornis flavirostra
- Porzana parva
- Porzana pusilla
- Porzana porzana
- Porphyrio porphyrio
- Porphyrio alleni
- Gallinula chloropus
- Gallinula angulata
- Fulica atra

### Heliornithidae
- Podica senegalensis

### Otididae
- Ardeotis arabs
- Neotis denhami
- Neotis nuba
- Eupodotis senegalensis
- Eupodotis savilei
- Lissotis melanogaster

## Charadriiformes

### Jacanidae
- Microparra capensis
- Actophilornis africanus

### Rostratulidae
- Rostratula benghalensis

### Haematopodidae
- Haematopus ostralegus

### Recurvirostridae
- Himantopus himantopus
- Recurvirostra avosetta

### Burhinidae
- Burhinus oedicnemus
- Burhinus senegalensis
- Burhinus capensis

### Glareolidae
- Pluvianus aegyptius
- Cursorius cursor
- Cursorius temminckii
- Rhinoptilus chalcopterus
- Glareola pratincola
- Glareola nordmanni
- Glareola nuchalis
- Glareola cinerea

### Charadriidae
- Vanellus spinosus
- Vanellus tectus
- Vanellus albiceps
- Vanellus lugubris
- Vanellus senegallus
- Pluvialis squatarola
- Charadrius hiaticula
- Charadrius dubius
- Charadrius pecuarius
- Charadrius tricollaris
- Charadrius forbesi
- Charadrius marginatus
- Charadrius alexandrinus
- Charadrius asiaticus

### Scolopacidae
- Lymnocryptes minimus
- Gallinago media
- Gallinago gallinago
- Limosa limosa
- Limosa lapponica
- Numenius phaeopus
- Numenius arquata
- Xenus cinereus
- Actitis hypoleucos
- Tringa ochropus
- Tringa erythropus
- Tringa nebularia
- Tringa stagnatilis
- Tringa glareola
- Tringa totanus
- Arenaria interpres
- Calidris canutus
- Calidris alba
- Calidris minuta
- Calidris temminckii
- Calidris ferruginea
- Calidris alpina
- Limicola falcinellus
- Phalaropus fulicarius

### Laridae
- Larus audouinii
- Larus fuscus
- Larus cachinnans
- Larus cirrocephalus
- Larus ridibundus
- Larus genei
- Larus minutus

### Sternidae
- Sternula albifrons
- Gelochelidon nilotica
- Hydroprogne caspia
- Chlidonias niger
- Chlidonias leucopterus
- Chlidonias hybrida
- Sterna dougallii
- Sterna hirundo
- Thalasseus sandvicensis

### Rynchopidae
- Rynchops flavirostris

### Stercorariidae
- Stercorarius longicaudus

## Pterocliformes

### Pteroclidae
- Pterocles exustus
- Pterocles senegallus
- Pterocles coronatus
- Pterocles lichtensteinii
- Pterocles quadricinctus

## Columbiformes

### Columbidae
- Columba livia
- Columba guinea
- Streptopelia turtur
- Streptopelia hypopyrrha
- Streptopelia roseogrisea
- Streptopelia decipiens
- Streptopelia semitorquata
- Streptopelia vinacea
- Streptopelia senegalensis
- Turtur abyssinicus
- Turtur afer
- Oena capensis
- Treron waalia
- Treron calvus

## Psittaciformes

### Psittacidae
- Psittacula krameri
- Agapornis pullarius
- Poicephalus meyeri
- Poicephalus senegalus

## Cuculiformes

### Musophagidae
- Tauraco persa
- Musophaga violacea
- Crinifer piscator

### Cuculidae
- Clamator jacobinus
- Clamator levaillantii
- Clamator glandarius
- Pachycoccyx audeberti
- Cuculus solitarius
- Cuculus clamosus
- Cuculus canorus
- Cuculus gularis
- Chrysococcyx klaas
- Chrysococcyx caprius
- Centropus grillii
- Centropus monachus
- Centropus senegalensis

## Strigiformes

### Tytonidae
- Tyto alba

### Strigidae
- Otus senegalensis
- Otus scops
- Ptilopsis leucotis
- Bubo ascalaphus
- Bubo cinerascens
- Bubo lacteus
- Scotopelia peli
- Glaucidium perlatum
- Athene noctua
- Asio flammeus
- Asio capensis

## Caprimulgiformes

### Caprimulgidae
- Caprimulgus ruficollis
- Caprimulgus europaeus
- Caprimulgus aegyptius
- Caprimulgus eximius
- Caprimulgus nigriscapularis
- Caprimulgus pectoralis
- Caprimulgus natalensis
- Caprimulgus inornatus
- Caprimulgus tristigma
- Caprimulgus climacurus
- Macrodipteryx longipennis

## Apodiformes

### Apodidae
- Telacanthura ussheri
- Cypsiurus parvus
- Tachymarptis melba
- Tachymarptis aequatorialis
- Apus apus
- Apus pallidus
- Apus affinis
- Apus caffer

## Coliiformes

### Coliidae
- Urocolius macrourus

## Trogoniformes

### Trogonidae
- Apaloderma narina

## Coraciiformes

### Alcedinidae
- Alcedo quadribrachys
- Alcedo cristata
- Alcedo leucogaster
- Ispidina picta
- Halcyon leucocephala
- Halcyon senegalensis
- Halcyon malimbica
- Halcyon chelicuti
- Megaceryle maximus
- Ceryle rudis

### Meropidae
- Merops bulocki
- Merops pusillus
- Merops hirundineus
- Merops albicollis
- Merops orientalis
- Merops persicus
- Merops apiaster
- Merops nubicus

### Coraciidae
- Coracias garrulus
- Coracias abyssinicus
- Coracias noevius
- Coracias cyanogaster
- Eurystomus glaucurus

### Upupidae
- Upupa epops

### Phoeniculidae
- Phoeniculus purpureus
- Rhinopomastus aterrimus

### Bucerotidae
- Tockus erythrorhynchus
- Tockus nasutus
- Bucorvus abyssinicus

## Piciformes

### Capitonidae
- Trachyphonus margaritatus
- Pogoniulus bilineatus
- Pogoniulus chrysoconus
- Lybius vieilloti
- Lybius dubius

### Indicatoridae
- Indicator minor
- Indicator indicator

### Picidae
- Jynx torquilla
- Campethera punctuligera
- Campethera abingoni
- Campethera nivosa
- Dendropicos elachus
- Dendropicos fuscescens
- Dendropicos goertae
- Dendropicos obsoletus

## Passeriformes

### Pittidae
- Pitta angolensis

### Alaudidae
- Mirafra cantillans
- Mirafra cordofanica
- Mirafra rufa
- Mirafra africana
- Mirafra rufocinnamomea
- Pinarocorys erythropygia
- Alaemon alaudipes
- Eremopterix leucotis
- Eremopterix nigriceps
- Ammomanes cinctura
- Ammomanes deserti
- Calandrella brachydactyla
- Eremalauda dunni
- Galerida cristata
- Galerida modesta

### Hirundinidae
- Psalidoprocne obscura
- Pseudhirundo griseopyga
- Riparia paludicola
- Riparia riparia
- Riparia cincta
- Hirundo rustica
- Hirundo lucida
- Hirundo smithii
- Hirundo aethiopica
- Hirundo leucosoma
- Ptyonoprogne rupestris
- Ptyonoprogne fuligula
- Cecropis abyssinica
- Delichon urbicum
- Cecropis semirufa
- Cecropis senegalensis
- Cecropis daurica
- Petrochelidon preussi

### Motacillidae
- Anthus cinnamomeus
- Anthus similis
- Anthus campestris
- Anthus leucophrys
- Anthus cervinus
- Anthus trivialis
- Macronyx croceus
- Motacilla alba
- Motacilla aguimp
- Motacilla flava
- Motacilla cinerea

### Campephagidae
- Coracina pectoralis
- Campephaga phoenicea

### Pycnonotidae
- Pycnonotus barbatus
- Chlorocichla simplex
- Chlorocichla flavicollis
- Phyllastrephus scandens

### Turdidae
- Monticola saxatilis
- Monticola solitarius
- Turdus olivaceus
- Turdus pelios
- Turdus philomelos

### Cisticolidae
- Cisticola erythrops
- Cisticola cantans
- Cisticola lateralis
- Cisticola aberrans
- Cisticola ruficeps
- Cisticola dorsti
- Cisticola galactotes
- Cisticola natalensis
- Cisticola brachypterus
- Cisticola rufus
- Cisticola troglodytes
- Cisticola juncidis
- Cisticola aridulus
- Cisticola eximius
- Prinia subflava
- Prinia fluviatilis
- Prinia erythroptera
- Spiloptila clamans
- Apalis flavida
- Urorhipis rufifrons
- Hypergerus atriceps
- Camaroptera brachyura

### Sylviidae
- Melocichla mentalis
- Locustella naevia
- Locustella luscinioides
- Acrocephalus paludicola
- Acrocephalus schoenobaenus
- Acrocephalus scirpaceus
- Acrocephalus baeticatus
- Acrocephalus arundinaceus
- Acrocephalus rufescens
- Hippolais pallida
- Hippolais opaca
- Hippolais olivetorum
- Hippolais polyglotta
- Hippolais icterina
- Eremomela icteropygialis
- Eremomela pusilla
- Sylvietta brachyura
- Phylloscopus trochilus
- Phylloscopus collybita
- Phylloscopus bonelli
- Phylloscopus sibilatrix
- Hyliota flavigaster
- Sylvia atricapilla
- Sylvia borin
- Sylvia hortensis
- Sylvia communis
- Sylvia curruca
- Sylvia deserti
- Sylvia conspicillata
- Sylvia rueppelli
- Sylvia cantillans
- Sylvia melanocephala

### Muscicapidae
- Bradornis pallidus
- Melaenornis edolioides
- Muscicapa striata
- Muscicapa gambagae
- Muscicapa aquatica
- Muscicapa cassini
- Myioparus plumbeus
- Ficedula hypoleuca
- Ficedula albicollis
- Luscinia megarhynchos
- Luscinia svecica
- Cossypha niveicapilla
- Cossypha albicapilla
- Cercotrichas galactotes
- Cercotrichas minor
- Cercotrichas podobe
- Phoenicurus ochruros
- Phoenicurus phoenicurus
- Saxicola rubetra
- Saxicola torquatus
- Oenanthe leucopyga
- Oenanthe oenanthe
- Oenanthe hispanica
- Oenanthe deserti
- Oenanthe isabellina
- Oenanthe heuglini
- Cercomela familiaris
- Cercomela melanura
- Myrmecocichla aethiops
- Myrmecocichla albifrons
- Thamnolaea cinnamomeiventris

### Platysteiridae
- Platysteira cyanea
- Batis senegalensis

### Monarchidae
- Elminia longicauda
- Trochocercus nitens
- Terpsiphone viridis

### Timaliidae
- Turdoides fulva
- Turdoides reinwardtii
- Turdoides plebejus

### Paridae
- Melaniparus guineensis

### Certhiidae
- Salpornis spilonotus

### Remizidae
- Anthoscopus punctifrons
- Anthoscopus parvulus

### Nectariniida
- Anthreptes gabonicus
- Anthreptes longuemarei
- Hedydipna collaris
- Hedydipna platura
- Cyanomitra verticalis
- Chalcomitra senegalensis
- Cinnyris pulchellus
- Cinnyris coccinigastrus
- Cinnyris venustus
- Cinnyris cupreus

### Zosteropidae
- Zosterops senegalensis

### Oriolidae
- Oriolus oriolus
- Oriolus auratus

### Laniidae
- Lanius collurio
- Lanius isabellinus
- Lanius gubernator
- Lanius meridionalis
- Lanius minor
- Lanius excubitoroides
- Lanius collaris
- Lanius nubicus
- Lanius senator
- Corvinella corvina

### Malaconotidae
- Nilaus afer
- Dryoscopus gambensis
- Tchagra senegalus
- Laniarius aethiopicus
- Laniarius barbarus
- Telophorus sulfureopectus
- Malaconotus cruentus
- Malaconotus blanchoti

### Prionopidae
- Prionops plumatus

### Dicruridae
- Dicrurus ludwigii
- Dicrurus adsimilis
- Dicrurus modestus

### Corvidae
- Ptilostomus afer
- Corvus albus
- Corvus ruficollis
- Corvus rhipidurus

### Sturnidae
- Lamprotornis chalybaeus
- Lamprotornis chloropterus
- Lamprotornis chalcurus
- Lamprotornis purpureus
- Lamprotornis caudatus
- Lamprotornis pulcher
- Cinnyricinclus leucogaster
- Onychognathus neumanni
- Buphagus africanus

### Passeridae
- Passer domesticus
- Passer griseus
- Passer simplex
- Passer luteus
- Petronia pyrgita
- Petronia dentata

### Ploceidae
- Bubalornis albirostris
- Sporopipes frontalis
- Plocepasser superciliosus
- Anaplectes rubriceps
- Ploceus luteolus
- Ploceus nigricollis
- Ploceus vitellinus
- Ploceus heuglini
- Ploceus cucullatus
- Ploceus melanocephalus
- Quelea erythrops
- Quelea quelea
- Euplectes franciscanus
- Euplectes hordeaceus
- Euplectes afer
- Euplectes macroura
- Euplectes ardens
- Euplectes axillaris

### Estrildidae
- Nesocharis capistrata
- Estrilda caerulescens
- Estrilda melpoda
- Estrilda troglodytes
- Estrilda astrild
- Uraeginthus bengalus
- Euschistospiza dybowskii
- Pytilia phoenicoptera
- Pytilia melba
- Lagonosticta senegala
- Lagonosticta rufopicta
- Lagonosticta larvata
- Lagonosticta rara
- Lagonosticta rubricata
- Lagonosticta rhodopareia
- Lagonosticta virata
- Amadina fasciata
- Sporaeginthus subflavus
- Ortygospiza atricollis
- Spermestes cucullatus
- Spermestes fringilloides
- Euodice cantans

### Viduidae
- Vidua macroura
- Vidua orientalis
- Vidua interjecta
- Vidua togoensis
- Vidua chalybeata
- Vidua nigeriae
- Vidua larvaticola
- Vidua camerunensis
- Vidua funerea
- Anomalospiza imberbis

### Fringillidae
- Serinus leucopygius
- Serinus mozambicus
- Serinus gularis
- Bucanetes githagineus

### Emberizidae
- Emberiza hortulana
- Emberiza striolata
- Emberiza tahapisi
- Emberiza flaviventris
- Emberiza affinis
- Emberiza cabanisi[1]